# Östra Råtjärnen
Östra Råtjärnen är en sjö i Ljusdals kommun i Hälsingland och ingår i Ljusnans huvudavrinningsområde. Sjöns area är 0,016 kvadratkilometer och den befinner sig 400 meter över havet.